# Wydział Biologiczno-Rolniczy Uniwersytetu Rzeszowskiego
Wydział Biologiczno-Rolniczy Uniwersytetu Rzeszowskiego (WB-R UR) – historyczny wydział Uniwersytetu Rzeszowskiego powstały w 2005 roku w wyniku połączenia dotychczasowego Instytutu Biologii i Ochrony Środowiska UR z rzeszowską filią Akademii Rolniczej im. Hugona Kołłątaja w Krakowie. Kształcił studentów na pięciu podstawowych kierunkach zaliczanych do nauk biologicznych i rolniczych na studiach stacjonarnych oraz niestacjonarnych.
Wydział Biologiczno-Rolniczy był jednostką interdyscyplinarną. W jego ramach znajdowało się 12 katedr, 8 zakładów, 3 pracownie, laboratorium i stacja doświadczalna. Zatrudnionych było 116 pracowników naukowo-dydaktycznych (z czego 16 na stanowisku profesora zwyczajnego, 18 na stanowisku profesora nadzwyczajnego ze stopniem naukowym doktora habilitowanego, 73 adiunktów ze stopniem doktora oraz 9 asystentów z tytułem magistra). Wydział współpracował również z emerytowanymi profesorami, których autorytet wspiera zarówno proces dydaktyczny, jak i przede wszystkim wymianę międzynarodową.
Według stanu na 2012 rok na wydziale studiowało łącznie 2112 studentów (w tym 1673 na studiach dziennych, 439 na studiach zaocznych) oraz 67 doktorantów, odbywających studia doktoranckie w ramach Wydziałowego Studium Doktoranckiego.
Od 1 października 2019 roku uchwałą Senatu Uniwersytetu Rzeszowskiego z dnia 4 kwietnia 2019 roku Wydział Biologiczno-Rolniczego został połączony z Wydziałem Matematyczno-Przyrodniczego i Wydziałem Biotechnologii tworząc Kolegium Nauk Przyrodniczych.

## Historia
Początki dawnego wydziału związane były z powołaniem do życia w 1973 roku Zamiejscowego Wydziału Ekonomiki Produkcji i Obrotu Rolnego w Rzeszowie, będącego częścią Akademii Rolniczej w Krakowie. Wydział ten ulokowano w rzeszowskiej dzielnicy Zalesie. Oferował on swoim studentom możliwość kształcenia na dwóch kierunkach:
- ekonomika produkcji i obrotu rolnego - studia jednolite magisterskie 5 letnie, kończące się uzyskaniem dyplomu magistra inżyniera ekonomiki produkcji
- ogólnorolnym - studia dwustopniowe, pierwszy stopień inżynierskie 3 letnie, kończące się uzyskaniem dyplomu inżyniera rolnika, zaś drugi stopień magisterskie 1,5 roczne, kończące się uzyskaniem dyplomu magistra inżyniera rolnika.

W 1987 roku rzeszowska filia Akademii Rolniczej w Krakowie została zreorganizowana, a w jej ramach utworzono dwa wydziały zamiejscowe: Technologii Obrotu Surowcami i Produktami Rolniczymi oraz Ekonomiki Produkcji Rolniczej, które ponownie zostały ze sobą połączone w 1993 roku tworząc Wydział Ekonomii z jednostkami organizacyjnymi:
- Zakład Przyrodniczych Podstaw Produkcji Rolniczej
- Katedra Technologii Produkcji Rolniczej
- Zakład Uprawy i Hodowli Roślin
- Zakład Chemizacji Produkcji Rolniczej
- Zakład Technologii Produkcji Zwierzęcej
- Zakład Przetwórstwa i Towaroznawstwa Rolniczego
- Katedra Organizacji Produkcji Rolniczej
- Zakład Doradztwa Rolniczego

W 2001 roku doszło do połączenia Wyższej Szkoły Pedagogicznej w Rzeszowie, filii Uniwersytetu Marii Curie-Skłodowskiej w Lublinie i Wydziału Ekonomii Akademii Rolniczej w Krakowie, w wyniku czego powstał Uniwersytet Rzeszowski. Dotychczasowy Wydział Ekonomii krakowskiej uczelni rolniczej został przekształcony w Wydział Rolniczy UR, który w 2005 roku połączono z Instytutem Biologii i Ochrony Środowiska w Wydział Biologiczno-Rolniczy.

## Władze Wydziału
W latach 2016–2019:
| Stanowisko                         | Imię i nazwisko                      |
| ---------------------------------- | ------------------------------------ |
| Dziekan                            | prof. dr hab. inż. Czesław Puchalski |
| Prodziekan ds. nauki               | dr hab. inż. Paweł Czarnota          |
| Prodziekan ds. studenckich         | dr hab. inż. Zbigniew Czerniakowski  |
| Prodziekan ds. jakości kształcenia | dr Ewa Kukuła                        |

## Poczet dziekanów
- 2005–2008: dr hab. inż. Czesław Puchalski – technik rolnictwa (agrofizyka, inżynieria rolnicza)
- 2008-2016: dr hab. inż. Zbigniew Czerniakowski – fizyk, agronom (agrotechnika, ekologia owadów, ochrona roślin)
- 2016–2019: prof. dr hab. inż. Czesław Puchalski - technik rolnictwa (agrofizyka, inżynieria rolnicza)

## Kierunki kształcenia
Wydział kształcił studentów na studiach I stopnia – licencjackich (3 letnie) i inżynierskich na następujących kierunkach i specjalnościach:
- architektura krajobrazu
- biologia
- ochrona środowiska
- rolnictwo
  - rolnictwo ekologiczne z agroturystyką
  - agronomia z agrobiznesem
  - kształtowanie rolniczej przestrzeni produkcyjnej
  - zarządzanie kryzysowe w rolnictwie
- technologia żywności i żywienie człowieka

Studenci, którzy ukończyli studia I stopnia mogli kontynuować naukę na studiach II stopnia (magisterskich uzupełniających) na kierunkach i specjalnościach:
- biologia
  - biologia środowiskowa
  - biologia eksperymentalna
- ochrona środowiska
  - ochrona środowiska agrarnego
  - ochrona wód powierzchniowych i terenów podmokłych
  - analityka i toksykologia środowiska
- rolnictwo
  - agronomia z agrobiznesem
  - kształtowanie rolniczej przestrzeni produkcyjnej
  - rolnictwo ekologiczne z agroturystyką

Ponadto wydział prowadził również następujące studia podyplomowe:
- dietetyka, gastronomia i żywienie
- menedżer jakości produktów spożywczych
- monitoring środowiska
- technologie w systemach produkcji rolniczej i rozwój obszarów wiejskich
- technologia żywności z elementami żywienia człowieka

Na wydziale odbywały się studia doktoranckie (trzeciego stopnia) w następujących dziedzinach: 
- nauki biologiczne
- nauki rolnicze

Wydział miał uprawnienia do nadawania następujących stopni naukowych:
- doktora nauk biologicznych w zakresie biologii
- doktora nauk rolniczych w zakresie agronomii

## Struktura organizacyjna

### Katedra Agrobiologii i Ochrony Środowiska
Samodzielni pracownicy naukowi:
- prof. dr hab. Roman Reszel – kierownik Katedry
- dr hab. Andrzej Bobiec

### Katedra Agroekologii
Samodzielni pracownicy naukowi:
- dr hab. inż. Zbigniew Czerniakowski – kierownik Katedry
- prof. dr hab. Czesława Trąba
- dr hab. inż. Tomasz Dudek

### Katedra Biologicznych Podstaw Rolnictwa i Edukacji Środowiskowej
Samodzielni pracownicy naukowi:
- prof. dr hab. Joanna Kostecka – kierownik Katedry

### Katedra Biochemii i Biologii Komórki
Samodzielni pracownicy naukowi:
- prof. dr hab. Grzegorz Bartosz – kierownik Katedry

### Katedra Bioenergetyki i Analizy Żywności
Samodzielni pracownicy naukowi:
- prof. dr hab. inż. Czesław Puchalski – kierownik Katedry
- prof. dr hab. inż. Miroslava Kacaniova
- dr hab. Włodzimierz Sybirny
- dr hab. inż. Grzegorz Zaguła

### Katedra Chemii i Toksykologii Żywności
Samodzielni pracownicy naukowi:
- dr hab. Małgorzata Jolanta Dżugan – kierownik Katedry
- prof. dr hab. Maria Droba
- dr hab. Maciej Jerzy Balawejder
- dr hab. Bogusław Droba

### Katedra Ekologii i Monitoringu Środowiska
Samodzielni pracownicy naukowi:
- prof. dr hab. Krzysztof Kukuła – kierownik Katedry
- dr hab. Aneta Bylak
- dr hab. inż. Paweł Czarnota
- dr hab. Małgorzata Kotańska (profesor emerytowana)

### Katedra Gleboznawstwa, Chemii Środowiska i Hydrologii
Samodzielni pracownicy naukowi:
- prof. dr hab. inż. Ewa Antonina Czyż – kierownik Katedry
- prof. dr hab. inż. Janina Kaniuczak
- dr hab. Jadwiga Stanek-Tarkowska

### Katedra Ogólnej Technologii Żywności i Żywienia Człowieka
Samodzielni pracownicy naukowi:
- prof. dr hab. inż. Grażyna Jaworska – Kierownik Katedry
- prof. dr hab. inż. Jan Oszmiański
- dr hab. Ireneusz Kapusta
- dr hab. Adam Paweł Kuczyński

### Katedra Produkcji Roślinnej
Samodzielni pracownicy naukowi:
- prof. dr hab. inż. Dorota Bobrecka-Jamro – kierownik Katedry
- dr hab. inż. Jan Buczek
- dr hab. inż. Wacław Jarecki
- dr hab. inż. Ewa Szpunar-Krok
- dr hab. inż. Renata Tobiasz-Salach

### Katedra Produkcji Zwierzęcej i Oceny Produktów Drobiarskich
Samodzielni pracownicy naukowi:
- dr hab. inż. Zofia Sokołowicz – kierownik Katedry
- dr hab. inż. Jadwiga Topczewska

### Zakład Architektury Krajobrazu
Samodzielni pracownicy naukowi:
- dr hab. inż. arch. Piotr Michał Patoczka – kierownik Zakładu

### Zakład Biochemii Analitycznej
Samodzielni pracownicy naukowi:
- dr hab. Izabela Sadowska-Bartosz – kierownik Zakładu

### Zakład Technologii Mleczarstwa
Samodzielni pracownicy naukowi:
- dr hab. inż. Agata Znamirowska – kierownik Zakładu

## Zmarli profesorowie
- prof. dr hab. Tomasz Biliński (1939–2016)
- dr hab. Krzysztof Oklejewicz (1961-2018)